# Biloserka
Biloserka (ukrainisch Білозерка; russisch Белозёрка Belosjorka) ist eine Siedlung städtischen Typs im Süden der ukrainischen Oblast Cherson mit 4500 Einwohnern (2023). Bis Juli 2020 war der Ort das Zentrum des gleichnamigen Rajons Biloserka.

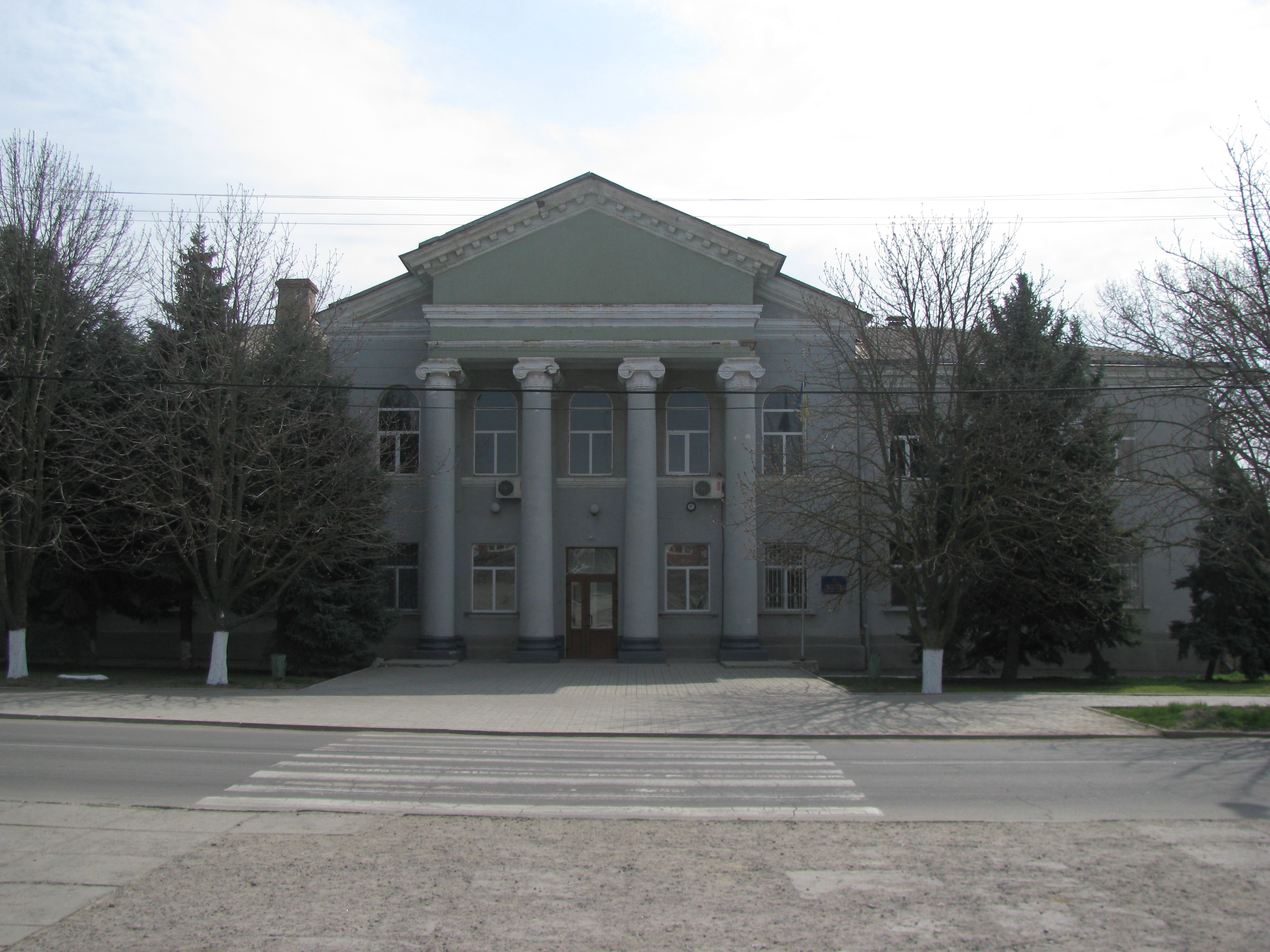
Gebäude der Regionalverwaltung im Ort

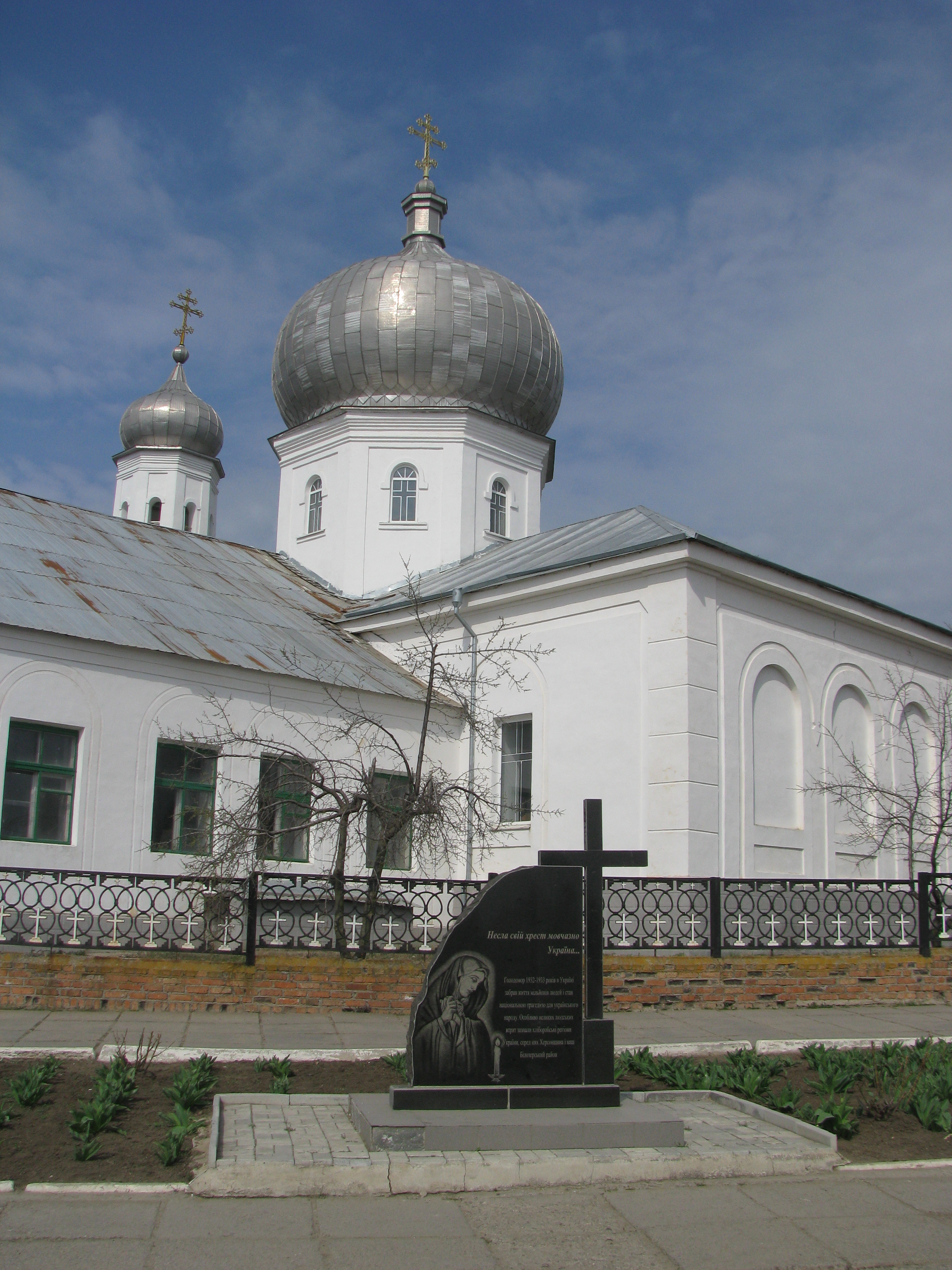
Mahnmal für die Opfer des Holodomor

Die 1780 gegründete Siedlung hieß bis 1796 Skadowka (Скадовка) und dann Iwaniwka (Іванівка). Der Ort wurde Opfer des von der sowjetischen Regierung gezielt durchgeführten Holodomor (Völkermord) von 1932–1933. Die Ortschaft ist seit 1939 Rajonzentrum des gleichnamigen Rajons und erhielt 1956 den Status einer Siedlung städtischen Typs und seinen heutigen Namen.
Im Rahmen des russischen Überfalls auf die Ukraine wurde Biloserka im April 2022 von russischen Truppen erobert.

## Geographie
Biloserka liegt am Bile Osero (ukrainisch Біле озеро) einem über einen Kanal mit dem Dnepr verbundenen See, 15 km westlich der Oblasthauptstadt Cherson.

## Bevölkerungsentwicklung
| 1886 | 1959  | 1970  | 1979  | 1989  | 2001  | 2016  |
| ---- | ----- | ----- | ----- | ----- | ----- | ----- |
| 858  | 4.570 | 6.200 | 8.365 | 9.440 | 9.709 | 9.719 |

Quelle:

## Verwaltungsgliederung
Am 6. Juli 2017 wurde die Siedlung zum Zentrum der neugegründeten Siedlungsgemeinde Biloserka (ukrainisch Білозерська селищна громада/Biloserska selyschtschna hromada), zu dieser zählten auch noch die Dörfer Nadeschdiwka, Nowodmytriwka, Snamjanka, Soriwka und Tomyna Balka sowie die Ansiedlungen Roslyw und Tschereschenky, bis dahin bildete sie zusammen mit den Ansiedlungen Roslyw und Tschereschenky die gleichnamige Siedlungsratsgemeinde Biloserka (Білозерська селищна рада/Biloserska selyschtschna rada) im Süden des Rajons Biloserka.
Am 12. Juni 2020 kamen noch 6 in der untenstehenden Tabelle aufgelistetenen Dörfer und 11 Ansiedlungen zum Gemeindegebiet.
Seit dem 17. Juli 2020 ist sie ein Teil des Rajons Cherson.
Folgende Orte sind neben dem Hauptort Biloserka Teil der Gemeinde:
| Name                     | Name          | Name                          |
| ukrainisch transkribiert | ukrainisch    | russisch                      |
| ------------------------ | ------------- | ----------------------------- |
| Berehowe                 | Берегове      | Береговое (Beregowoje)        |
| Dniprowske               | Дніпровське   | Днепровское (Dneprowskoje)    |
| Doslidne                 | Дослідне      | Дослидное (Doslidnoje)        |
| Hontscharne              | Гончарне      | Гончарное (Gontscharnoje)     |
| Hrosowe                  | Грозове       | Грозовое (Grosowoje)          |
| Jantarne                 | Янтарне       | Янтарное (Jantarnoje)         |
| Kisomys                  | Кізомис       | Кизомыс                       |
| Myroljubiwka             | Миролюбівка   | Миролюбовка (Miroljubowka)    |
| Molodezke                | Молодецьке    | Молодецкое (Molodezkoje)      |
| Myrne                    | Мирне         | Мирное (Mirnoje)              |
| Nadeschdiwka             | Надеждівка    | Надеждовка (Nadeschdowka)     |
| Nowa Sorja               | Нова Зоря     | Новая Заря (Nowaja Sarja)     |
| Nowodmytriwka            | Новодмитрівка | Новодмитровка (Nowodmitrowka) |
| Paryschewe               | Паришеве      | Парышево (Paryschewo)         |
| Perwomajske              | Первомайське  | Первомайское (Perwomajskoje)  |
| Prawdyne                 | Правдине      | Правдино (Prawdino)           |
| Romaschkowe              | Ромашкове     | Ромашково (Romaschkowo)       |
| Roslyw                   | Розлив        | Разлив (Rasliw)               |
| Snamjanka                | Знам’янка     | Знаменка (Snamenka)           |
| Soriwka                  | Зорівка       | Зоревка (Sorewka)             |
| Tawrijske                | Таврійське    | Таврийское (Tawrijskoje)      |
| Tomyna Balka             | Томина Балка  | Томина Балка (Tomina Balka)   |
| Tschereschenky           | Черешеньки    | Черешенки (Tschereschenki)    |
| Weletenske               | Велетенське   | Велетенское (Weletenskoje)    |

## Persönlichkeiten
- Sergei Bondartschuk (1920–1994), sowjetischer und russischer Filmregisseur, Drehbuchautor und Schauspieler
- Iryna Hontscharowa (* 1974), Handballspielerin
- Regina Kalinitschenko (* 1985), russische Handballspielerin ukrainischer Herkunft
- Mykola Skadowskyj (1845–1892), ukrainisch-russischer Genremaler
- Olga Skorochodowa (1911–1982), russische Autorin und Wissenschaftlerin